# Clinotarsus alticola
Espèce
Synonymes
- Hylorana pipiens Jerdon, 1870
- Rana alticola Boulenger, 1882

Statut de conservation UICN

 LC  : Préoccupation mineure
Clinotarsus alticola est une espèce d'amphibiens de la famille des Ranidae.

## Répartition
Cette espèce se rencontre :
- dans le Nord du Bangladesh ;
- dans le Nord-Est de l'Inde dans les États du Meghalaya, d'Assam, du Mizoram, du Nagaland, du Tripura, du Bengale-Occidental et du Sikkim.

Sa présence est incertaine au Bhoutan et au Népal.

## Publication originale
- Boulenger, 1882 : Catalogue of the Batrachia Salientia s. Ecaudata in the collection of the British Museum, ed. 2, p. 1-503 (texte intégral).